# 布加勒斯特理工大学
布加勒斯特理工大学 (羅馬尼亞語：Universitatea Politehnica din București)，是罗马尼亚首都布加勒斯特的一所理工类大学。

## 历史
创建于1864年，1920年改为现在的名字。被罗马尼亚教育部认证为高等研究和教育大学。

## 机构设置
学校拥有十五个学院：
- 电子工程学院
- 电力工程学院
- 自动化和计算机技术学院
- 电子、通讯和信息技术学院
- 机械工程和机电学院
- 工程和信息系统管理学院
- 生物工程系统学院
- 交通学院
- 航空航天工程学院
- 材料科学工程学院
- 应用化学和材料科学学院
- 工程学院（外语教学）
- 应用科学学院
- 医学工程学院
- 企业、工程和商业管理学院

## 画廊

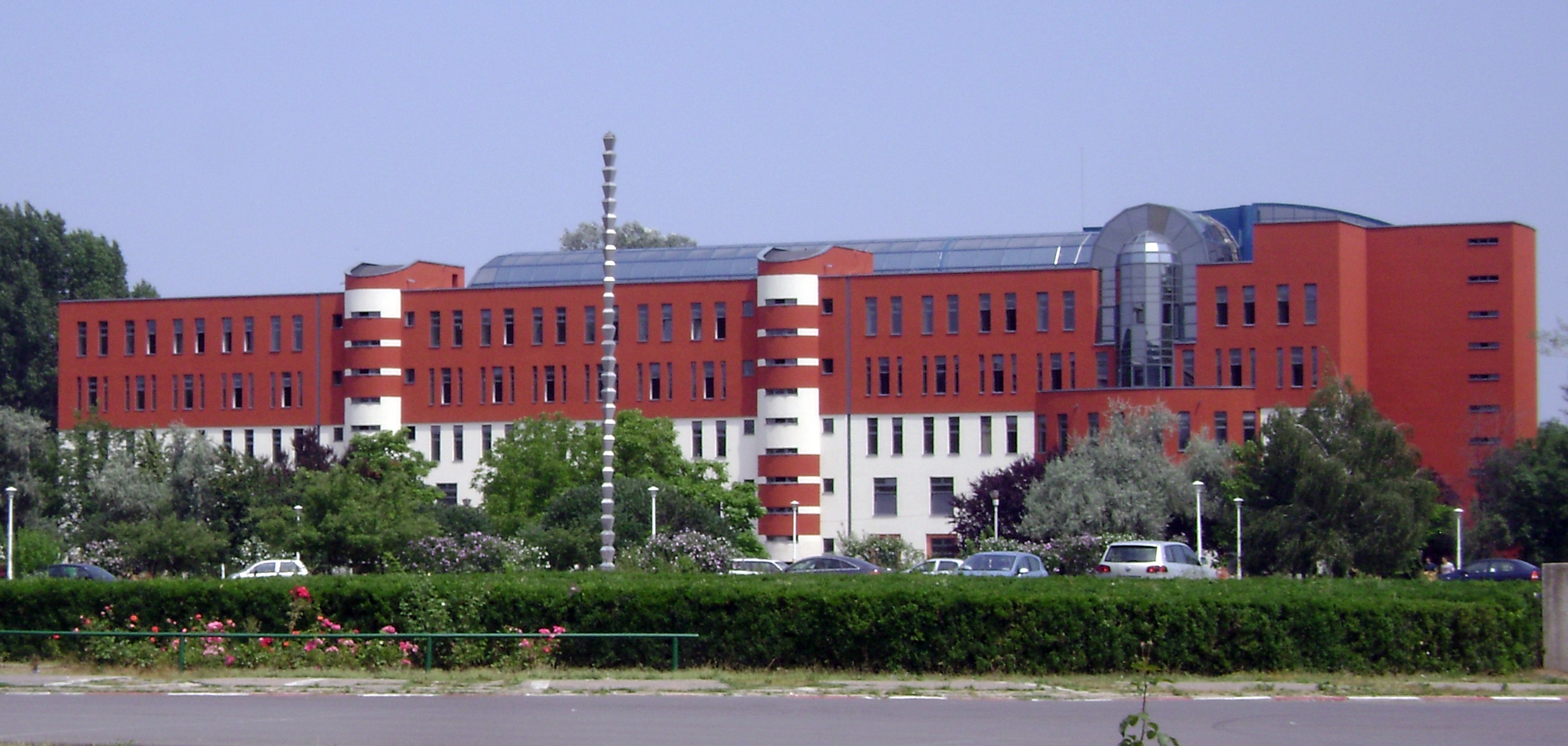
图书馆
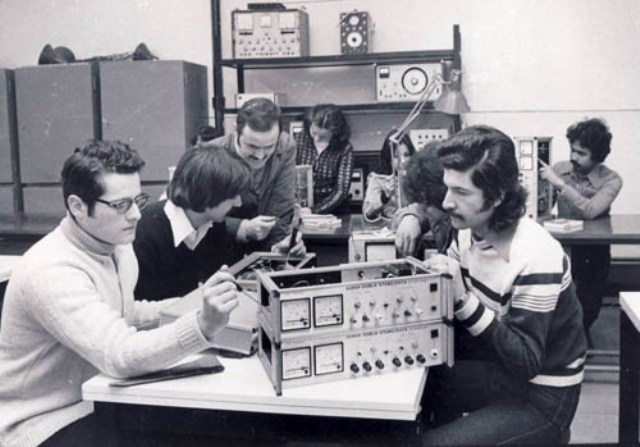
1979年实验室的学生